# 岐阜聖パウロ教会
岐阜聖パウロ教会（ぎふせいぱうろきょうかい、英語：Gifu St.Paul's Church）は、岐阜県岐阜市金町にある日本聖公会中部教区に属する教会である。

## 概略
1887年（明治20年）12月、J.チャペル（James Chappell）師が、岐阜県尋常中学校（現在の岐阜県立岐阜高等学校）の英語と教師なり、宣教の基礎を築く。翌1888年（明治21年）5月、アーサー・ロイド司祭の推挙により、弟のJ.チャペルの後任として、英語教師として岐阜県尋常中学校に赴任した英国人宣教師のA.F.チャペル（Arthur Frederick Chappell）執事が私宅にて宣教を開始した。この年にA.C.ショー司祭により受洗した人々は、岐阜中学校教師の森巻耳（もり けんじ）、松井米太郎（当時岐阜県庁収税部に勤務、後の東京教区主教）、林衡太郎、森田角五郎、川瀬元九郎（スウェーデン体操を日本に広める）、森シゲ（森巻耳の妻）、森巻吉（森巻耳の長男）ら。 岐阜市釜石町にも講義所を開設。翌1889年（明治22年）、カナダ聖公会からの最初の宣教師であるJ.C.ロビンソン（John Cooper Robinson）司祭がこの地で初めて聖餐式を執行した。
1890年（明治23年）にはチャペル司祭が岐阜市上加納（現在の今沢町以南）の森巻耳所有の家屋に定住する。その後、米屋町に借家であるが仮聖堂を設け、岐阜聖公会が設立された。これが岐阜聖パウロ教会の始まりである。その後、岩根町（現在の今小町交差点西北角付近）に地所を得る。また、大垣本町に講義所を設置し、これが後の大垣聖ペテロ教会の基礎となる。
1891年（明治24年）10月28日に濃尾地震が発生した。米屋町にあった仮聖堂は焼失した。焼失後、礼拝は、チャペル司祭の自宅（岩根町）東側に建てられた仮小屋で行われることになったが、この時、日本基督教会とメソジスト教会と聖公会が連合して、被災者支援事業を開始する。チャペル司祭と信徒たちは被災者支援にあたり、特に視覚障碍者の被災者の支援に尽力した。同司祭に寄せられた寄付金を元手に、森巻耳らと、視覚障碍者の被災者の生活安定を目的として、岐阜市神田町に土地と家屋を購入して、鍼灸按伝習所を開設した。その後単に技術習得だけでなく、全人教育を提供するため、1894年（明治27年）に岐阜聖公会訓盲院となり、これが現在の岐阜県立岐阜盲学校及び社会福祉法人岐阜アソシアの前身となった。
1896年（明治29年）、トロント大学ウィクリフ神学校教授を経て来日し、岐阜聖公会の専任牧師となったカナダ出身のH.J.ハミルトン（Heber James Hamilton）司祭（後の中部地方部主教）らによって、上加納にあった教会を処分し、当時講義所であった八間道町に教会を新築した。
1900年（明治33年）、ハミルトン司祭の後任としてアーサー・リー（Arthur Lea）司祭（後の九州地方部主教）が着任し、その後、加納講義所（加納町）、笠松講義所（羽島郡笠松町）、高富講義所（山県郡高富町）、北方講義所（本巣郡北方町）、黒野講義所（本巣郡黒野町）、大垣聖公会（大垣町本町）、大垣講義所（大垣町本馬場）、赤阪講義所（不破郡赤坂町）、垂井講義所（垂井町）、関ヶ原講義所（関ヶ原町）、揖斐講義所（揖斐郡揖斐町）、今尾講義所（海津郡今尾町）、高須講義所（海津郡高須村）、池野講義所（池野町）、神戸講義所（安八郡神戸町）にも講義所を開いて活動した。さらに、岐阜聖公会訓盲院の活動はもちろんのこと、刑務所出所者の支援として出獄人保護院を岐阜市鍛冶屋町に開設、加えて遊郭金津園での廃業支援などにも従事した。 なお、武藤山治の両親である佐久間国三郎（衆議院議員）と佐久間たねらの尽力により、蛇池村にも蛇池聖公会も設立される。
1911年（明治44年）、岐阜聖公会は八間道町から、1908年（明治41年）に建設完了してジョン・マキム主教によって聖別された神田町の教会堂に移り、各地にあった講義所も岐阜聖公会に統合された。神田町の教会堂は岐阜郵便局本局の左隣に位置し、木造建てで１階は主に明道幼稚園が使用し、２階に礼拝堂があった。加納町にあった講義所は同年、加納准教会として発足したが、1919年（大正8年）には岐阜聖公会に合併された。
1945年（昭和20年）、神田町にあった岐阜聖公会は、疎開事業の施工のために必要であるとして、防空法第５条の規定に基づき、譲渡を命ぜられる。現在の金町の土地を代替地として購入した上で、教会堂を取り壊し、加茂郡太田町萬場町（現在の美濃加茂市）に疎開した。その際に、礼拝は岐阜市内在住の信徒私宅で行われていた。
戦後、岐阜市内に戻り、1947年（昭和22年）に大垣聖公会（現在の大垣聖ペテロ教会）の礼拝堂を現在地に移築し、岐阜聖パウロ教会と名称が変更された。この礼拝堂は、1916年（大正5年）に大垣市郭町に建てられ、1938年（昭和13年）に大垣市新町に移築したものである。礼拝堂内の聖宅や洗礼盤は、岐阜市神田町の旧礼拝堂にあったものが使用されている。また、礼拝堂には、内陣と会衆席を分けるスクリーンが設置されている。宗教改革以前には多数見られた装飾だが、現存するものは世界的にも少なく、日本聖公会においては、この岐阜聖パウロ教会の他に、山形聖ペテロ教会と日光真光教会でしか見ることができない。
なお、1915年（大正4年）、ヒルダ・ロビンソン（Hilda Robinson）によって始められた教会附属の岐阜明道幼稚園は、岐阜市内において２番目に設立された幼児教育施設であり、疎開中の４年間を除いて、1981年（昭和56年）まで続けられた。戦後、金町に再建された明道幼稚園の建物は、現在も教会の会館として使用されている。

## 交通アクセス
JR岐阜駅または名鉄岐阜駅から金華橋通りを北へ1km（徒歩15分、または岐阜バス・金華橋柳ケ瀬下車徒歩2分）。